# 密歇根大学医学院
密歇根大学医学院‌（University of Michigan Medical School，简称UMMS）是密歇根大学安娜堡分校下属的医学教育与研究机构，成立于1850年，是美国历史最悠久的公立医学院之一。其主校区位于美国密歇根州安娜堡市，临床教学及科研活动亦延伸至密歇根大学医疗系统（Michigan Medicine）下属的多家附属医院。